# Oakleigh Park
Oakleigh Park London Barnet kerületének része. Szomszédos Whetstone-nal, s a közös postai irányítószám miatt sokan úgy gondolják, hogy hozzá is tartozik. Ennek ellenére külön identitása és állomása van a városrésznek.
A városrész főútja az Oakleigh Road North. Erről az útról ágazik le az Oakleigh Park North, az Oakleigh Avenue és az Oakleigh Park South.
A kerület neve modern kori, valószínűleg Oakwood hatott a névadásra.

## Közeli helyek
- Totteridge
- Woodside Park
- Brunswick Park
- Whetstone
- Friern Barnet
- North Finchley
- East Barnet
- New Barnet
- Osidge
- Southgate
- Cockfosters

## Közeli állomások
- Oakleigh Park vasútállomás
- Totteridge and Whetstone metróállomás

## A Betjeman kapcsolat
John Betjeman egyik versében, az Outer Suburbben (Külső Kertváros) (1932) Oakleigh Parkra Oakley Park néven van egy hivatkozás. Ez a betűzés máshol nem fordul elő, ennek ellenére ez valószínűleg nem tévedés, hanem idioszinkrázia. Mikor Betjeman iskolaigazgató volt, ezen a környéken dolgozott. (Lehet, hogy ez egy gyerekkori visszaemlékezés. Mikor családjával Cornwallban nyaraltak, megismerkedtek az Oakley családdal.)